# نشيد الأرجنتين الوطني
النشيد الوطني الأرجنتيني
الكلمات: بيسينتي لوبيث وبلانيس
الحان: بلاس باريرا
سنة: 1813
اسمعوا يا إنسان الصرخة القدسية
يا حرية... يا حرية... يا حرية
اسمعوا ضوضاء الاغلال المكسورة
اشاهدوا في عرش المساواة الشريفة
و عرشه الشريف فتحوله...الولايات المتحدة من الجنوب
و احرار العالم يقولوا: سلام... للشعب الأرجنتيني الكبير
ابقوا الغاران إلى الخلد
هدا غاران نحن قدرنا نالنا
يللا نعيش متوج بالمجد
و نحلف بالمجد إلى الموت
نشيد الأرجنتين الوطني
Letra: Vicente López y Planes
Música: Blas Parera
Año: 1813
Oíd mortales el grito sagrado
Libertad, libertad, libertad
oíd el ruido de rotas cadenas
ved en trono a la noble igualdad
Ya su trono dignísimo abrieron… las provincias unidas del Sud
y los libres del mundo responden… al gran pueblo argentino: ¡Salud!
Sean eternos los laureles
que supimos conseguir
coronados de gloria vivamos
y juremos con gloria morir.